# Медведєв Олексій Васильович
Олексі́й Васи́льович Медве́дєв (28 березня 1884, село Сєрнозаводське Козельського повіту Калузької губернії, тепер Калузької області Російська Федерація — розстріляний 30 жовтня 1937, Москва) — радянський державний, партійний і профспілковий діяч, 2-й секретар ЦК КП(б)У. Кандидат у члени Центральної контрольної комісії КП(б)У в грудні 1921 — квітні 1923 р. Член Центральної контрольної комісії КП(б)У в квітні 1923 — травні 1924 р. Член ЦК КП(б)У в травні 1924 — червні 1930 р. Член Політичного бюро ЦК КП(б)У в травні 1924 — січні 1925 р. і в жовтні 1926 — листопаді 1929 р. Член Організаційного бюро ЦК КП(б)У в травні 1924 — грудні 1925 р. і в листопаді 1927 — листопаді 1929 р. Кандидат у члени Політичного бюро ЦК КП(б)У в грудні 1925 — жовтні 1926 р. Член ЦК ВКП(б) у травні 1924 — червні 1930 р. Член Центральної контрольної комісії ВКП(б) у липні 1930 — січні 1934 р.

## Біографія
Народився в робітничій родині. Закінчив сільську церковнопарафіяльну школу. Трудову діяльність розпочав у 1903 році учнем ливарника Бєжицького машинобудівного заводу Орловської губернії. Потім працював робітником московського заводу «Добров-Набгольц».
Член РСДРП(б) з травня 1904 року.
Під час першої російської революції 1905—1907 років брав участь у підготовці грудневого збройного повстання в Москві, був представником від робітників у Замоскворецькому районному страйковому комітеті Москви. За політичну діяльність звільнений із роботи, переїхав до Луганська, де з 1906 по 1907 рік працював ливарником на заводі Гартмана. Потім працював на заводах Нижнього Новгорода, Царицина. У 1909 році повернувся до Москви, влаштувався помічником слюсаря залізничного депо Курської залізниці. Через переслідування поліції переїхав до міста Козьмодем'янська Ярославської губернії, потім працював слюсарем у Дебальцево та на Макіївському металургійному заводі на Донбасі.
У 1913 році — слюсар механічного заводу у Санкт-Петербурзі, член заводського страйкового комітету та член Петербурзької центральної ініціативної групи РСДРП. У листопаді 1913 року заарештований та висланий із Санкт-Петербурга. Деякий час перебував у Прибалтиці, працював на заводах міста Риги. За політичну діяльність заарештований та висланий на початку 1915 року до Харкова, де працював слюсарем механічного заводу і входив до Харківського комітету РСДРП(б). У грудні 1915 року знову заарештований та висланий за межі Харківської губернії. Переїхав до Петрограда, де працював слюсарем на заводі, був членом Виборзького районного комітету РСДРП і членом Петроградського комітету РСДРП.
У 1917 році — член Петроградського комітету РСДРП(б), член Петроградської ради робітничих і солдатських депутатів, учасник Жовтневого перевороту 1917 року в Петрограді. У грудні 1917 року — член Трибуналу друку міста Петрограда.
У 1918 році воював у Червоній гвардії під Псковом та Нарвою, учасник Громадянської війни в Росії. Наприкінці лютого 1918 року призначений комісаром банку в місті Сизрань та членом виконавчого комітету Сизранської міської ради. У 1918—1920 роках — голова Козельського повітового комітету РКП(б) Калузької губернії, голова Козельського повітового революційного комітету, член Калузького губернського комітету РКП(б).
У 1920—1922 роках — голова Білоцерківського повітового комітету КП(б)У Київської губернії, агент для особливих доручень Військової ради Південного фронту, політичний працівник в 13-й армії та Кримській трудовій армії. Працював комісаром будівництва залізниць в Криму, головою «Кримметалу», членом Бахчисарайського повітового комітету РКП(б).
У березні 1922—1923 роках — голова Харківської губернської ради професійних спілок.
У червні 1923—1924 роках — голова Центральної контрольної комісії КП(б) України. Одночасно, з  листопада 1923 по 1924 рік — народний комісар робітничо-селянської інспекції Української СРР.
17 травня 1924 — 13 січня 1925 року — 2-й секретар ЦК КП(б) України.
У січні — серпні 1925 року — відповідальний секретар Катеринославського губернського комітету КП(б)У. У серпні 1925 — вересні 1927 року — відповідальний секретар Катеринославського (Дніпропетровського) окружного комітету КП(б)У.
28 жовтня 1927 — 21 листопада 1929 року — секретар ЦК КП(б) України.
У листопаді — грудні 1929 року — у розпорядженні ЦК ВКП(б). З 8 грудня 1929 року — секретар Союзної ради ЦВК СРСР. У 1931—1934 роках — кандидат у члени Президії ЦКК ВКП(б).
У 1934 — серпні 1937 року — член Верховного суду СРСР.
Заарештований 20 серпня 1937 року. Засуджений Військовою колегією Верховного суду СРСР до страти. Розстріляний 30 жовтня 1937 року. Реабілітований 3 березня 1956 року.